# Lazarus et Joannes Baptista Colloredo
Lazarus Colloredo et Joannes Baptista Colloredo (1617 - après 1646) sont des jumeaux siamois italiens qui font des tournées de freak shows dans l'Europe au XVIIe siècle. 

## Biographie
Nés à Gênes en Italie, le cas de Lazarus Colloredo et Joannes Baptista Colloredo est l'un des plus anciens enregistrés de jumeaux parasites. 

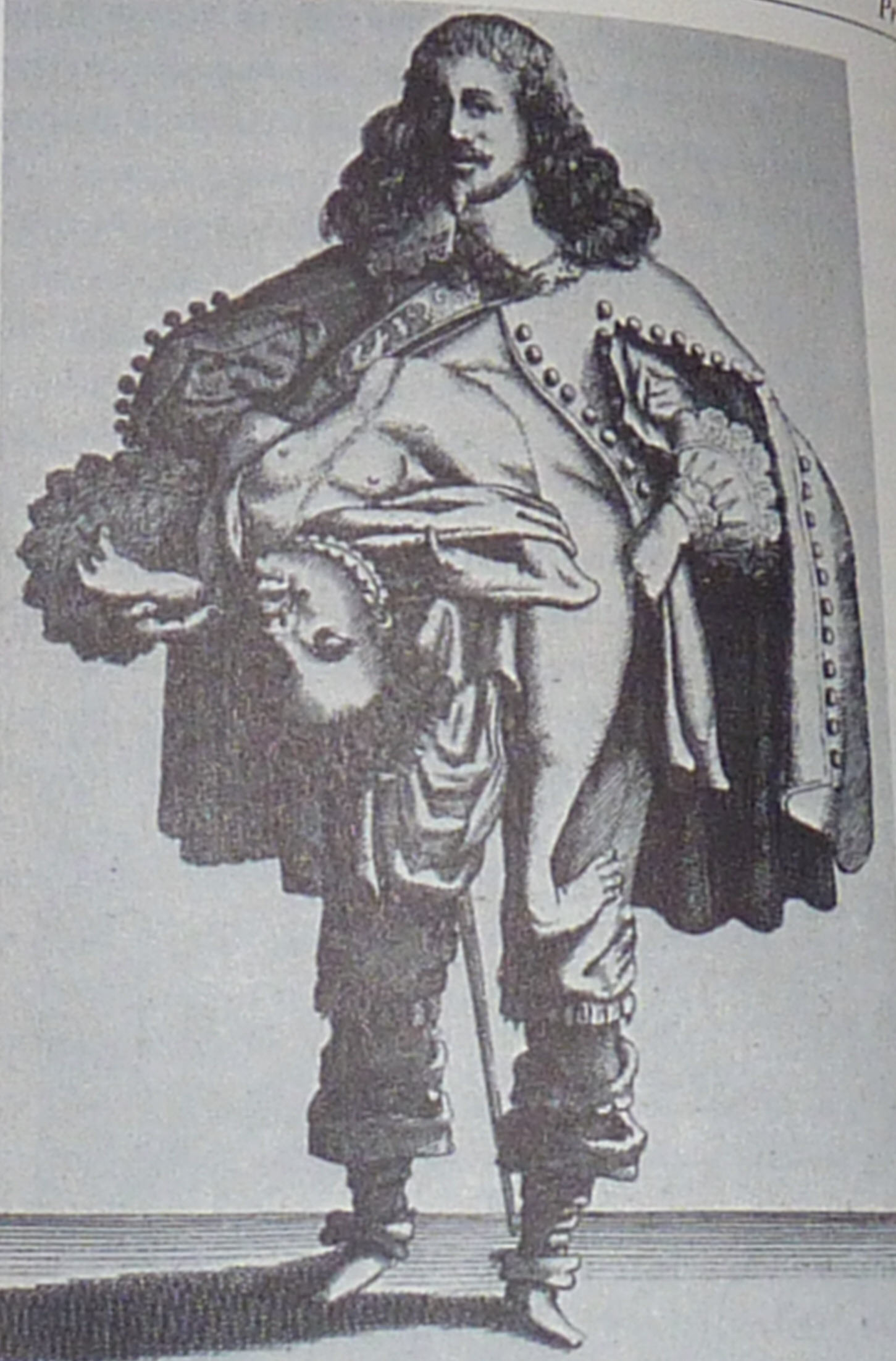
Lazarus et Johannes Baptista Colloredo

Le haut du corps et la jambe gauche de Joannes Baptista (du nom de Jean-Baptiste) sortaient de son frère mobile, Lazarus. Il ne parle pas, gardait les yeux fermés et la bouche ouverte tout le temps. Les récits d'anatomistes et de médecins qui rendent visite aux frères confirment que la conscience de John Baptista était très minime. Il ouvre à peine voire jamais les yeux, a une respiration faible et ne peut pas parler. En raison vraisemblablement d'une incapacité à drainer le liquide céphalo-rachidien, la tête de Joannes Baptista a finalement grossi deux fois plus que celle de Lazarus. En bonne santé, Lazare s'exhibe dans des spectacles en Europe pendant plus d'une décennie pour gagner sa vie. Néanmoins, bien que vivant le corps et l'identité de Joannes Baptista apparait comme inexistant.  
Dans l'ouvrage "The Two-headed Boy, and Other Medical Marvels" de Jan Bondeson, l'auteur identifie l'origine de cette malformation en écrivant « Les jumeaux conjoints sont le résultat de la division imparfaite d'un ovule fécondé et le site de la conjonction dépend de la partie de la division qui ne s'est pas produite. Lazarus et Joannes Baptista Collerado représentent l'un des très rares cas convaincants de jumeaux omphalopagus parasiticus viables (qui ont vécu) ».   
L'anatomiste danois, Thomas Bartholinus, l'a décrit en détail, comme détaillé dans le livre du XIXe siècle, Kirby's Wonderful and Eccentric Museum et décrit les deux frères.  

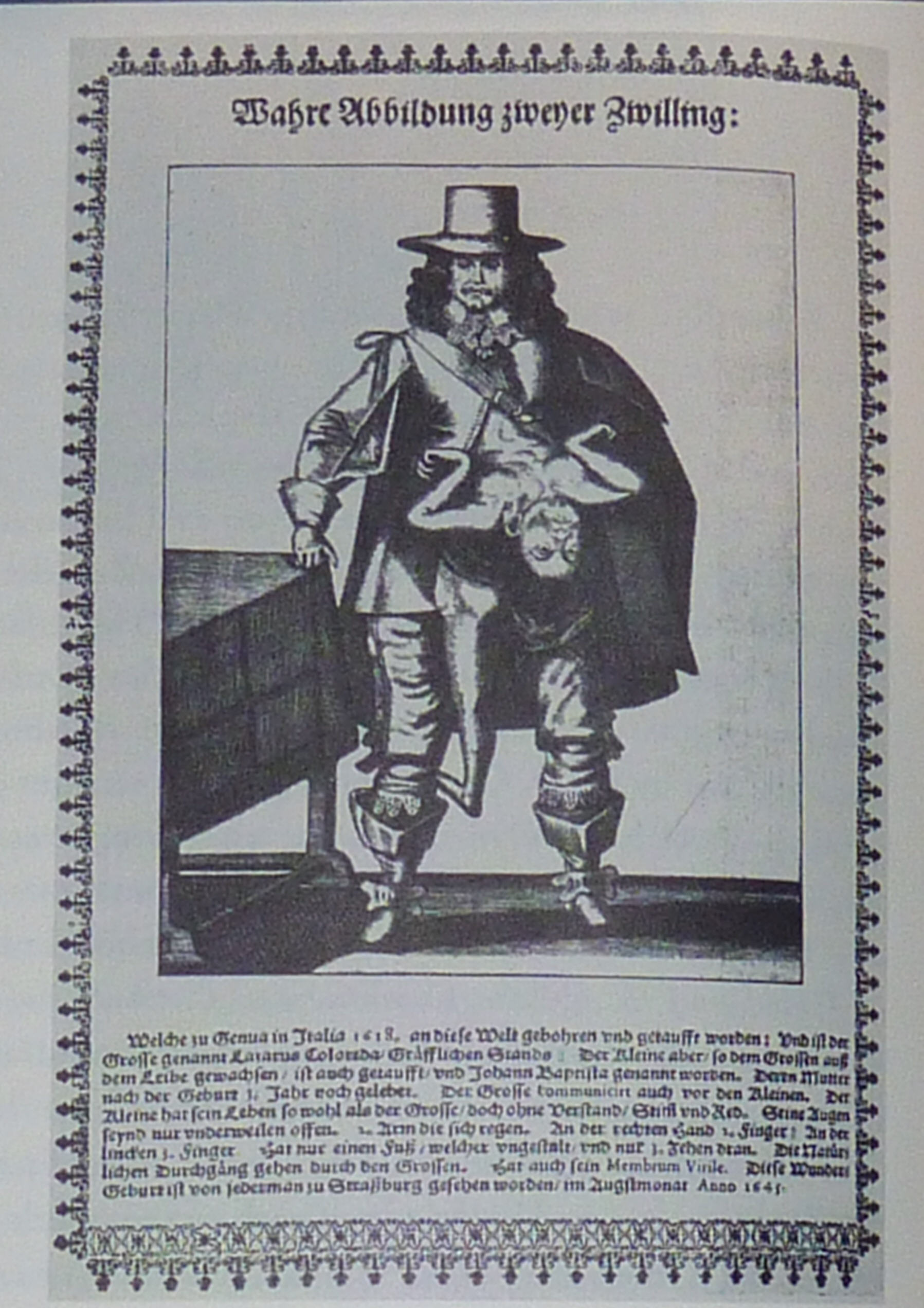
Lazarus und Joannes Baptista Colloredo-1645

En 1638, pendant son séjour en France, Lazarus a une altercation avec un homme qui succombe à ses blessures. Jugé pour meurtre, Lazarus Colloredo plaide la légitime défense que le tribunal rejette du fait que le mort n'avait pas d'arme. Or, l'exécution de Lazarus entrainerait également la mort de son jumeau siamois, un homme innocent. Lazarus remet les actes de baptême datant de 1617 duquel les deux frères sont baptisés individuellement. En tant que baptisé, le tribunal accepte que Jean-Baptiste avait une âme aux yeux de l'Église. Ainsi, Lazare et Jean Baptista sont libérés. Des récits ultérieurs affirment que Lazare s'est marié et a eu plusieurs enfants. La date exacte du décès des frères est inconnue. Ils sont mentionnés pour la dernière fois en 1646.